# 青春リアル
青春リアル（せいしゅんリアル）は、NHK教育テレビジョンの討論・教養番組である。この項では、2011年6月から東日本大震災を受けて展開している「NHK東日本大震災プロジェクトキャンペーン」の一環として放送している「福島をずっと見ているTV」についても説明する。

## 概要
- 2009年4月4日開始。2013年3月30日終了。
- 初回放送　
  - 2009・2010年度　教育テレビ 毎週土曜日 22:35 - 23:00
  - 2011年度（4月8日〜）　教育テレビ 毎週金曜日 0:00 - 0:25（木曜日深夜）
  - 2012年度　教育テレビ 毎週木曜日 23:30 - 23:55
- 再放送
  - 2009・2010年度　教育テレビ 毎週水曜日 23:30 - 23:55
（2009年度はBS2 毎週木曜日 3:05 - 3:30の再放映もあったが、BS2は2010年3月で終了）
  - 2011年度　教育テレビ 毎週土曜日 23:30 - 23:55
  - 2012年度　教育テレビ 毎週火曜日 1:00 - 1:25（月曜日深夜）
- 番組では、ネット上で展開する空想の街・リアルタウンの住人として、16〜29歳の一般視聴者を募集。彼らの抱える様々な悩みについて、メンバーが問題提起（番組では討論議題のことを「トピック」という）を行い、それを基として他のメンバーと本音をネット上で語り合う討論番組の体裁をベースとし、彼らメンバーの日常生活にカメラを据え、いかにその問題を解決するかの工程などを描くドキュメンタリーの要素も絡ませて送る。
- メンバーは、2011年度までは日本の学校における学期制に準じた期間で15人前後出演していたが、2012年度の第10期生からは半年間に延長し、これまでの問題提起・悩み事・相談などの討議の他、「＜なりたい自分＞を目指すのだ」を最大のテーマにして、メンバーのなりたい自分・半年の期間で成し遂げたい目標についても討論していく。同じ志・夢を持っている人がいれば、その志を持つメンバー同士でチームを組み、情報交換も行えるようにする。また半年間に期間が延長されたことに伴い途中からの討論メンバーの参加も認められることになった。
  - 第3期生（2009年12月から2010年3月放送分）に聴覚障害者がメンバーに参加しているため、一部ナレーションの内容を要約した字幕を出すこともある。
  - 2012年度後期の「第11期生」が最後となった。
- リアルタウン町長　鈴木謙介
- 進行ナレーション　椿姫彩菜（2009年度）→矢口真里（元モーニング娘。3代目リーダー　2010年度 - 2012年度）
- その他　第10期生（2012年度前期）に、当時AKB48に在籍していた増田有華が「ゆったん」のハンドル名で討論に参加していた。
- 年度別メンバー

| 期間           | メンバー | 備考                                                                 |
| -------------- | -------- | -------------------------------------------------------------------- |
| 2009/4-7       | 第1期生  |                                                                      |
| 2009/8-11      | 第2期生  |                                                                      |
| 2009/12-2010/3 | 第3期生  | ここまで椿姫がナビゲーター                                           |
| 2010/4-7       | 第4期生  | ここから矢口がナビゲーター                                           |
| 2010/8-11      | 第5期生  |                                                                      |
| 2010/12-2011/3 | 第6期生  |                                                                      |
| 2011/4-7       | 第7期生  | 6月より原則第1週は「福島をずっと見ているTV」を特別シリーズとして放送 |
| 2011/8-11      | 第8期生  |                                                                      |
| 2011/12-2012/3 | 第9期生  | ここまでが学期制に準じた期間の入れ替え制                             |
| 2012/4-9       | 第10期生 | ここから半年入れ替え制。 増田有華が参加                              |
| 2012/10-2013/3 | 第11期生 | 最終期生メンバー                                                     |

## 君の思いを受け止めた!〜青春リアル・スピンオフ〜
- 2010年5月2日未明（5月1日深夜）1:00 - 3:00にNHK-FM放送で「青春リアルスピンオフ・君の思いを受け止めた」が放送された。この番組は通常の進行役である矢口、鈴木は出演せず、藤井彩子アナが進行を担当。5月1日に放送された「"休職"があけても会社に僕の<居場所>はありますか?」という第4期メンバーの提案した議題を基に、視聴者から寄せられた意見を藤井が紹介したというもの。
- このスピンオフ特番が好評だったため、2010年8月22日未明（8月21日深夜）1:00 - 3:00に同じくNHK-FMで「夏も君の思いを受け止めた」と題した第2回のスピンオフ放送が行われた。この回は8月21日放送の「父が死んだ後の家族の形は、このままでいいのでしょうか?」という第5期メンバーの提案した議題についての意見を紹介。この回は藤井の他、テレビのレギュラー放送でも議論の文章を朗読する声優陣（森岳志、川庄美雪、野島健児、相沢舞）からもお便りを紹介した。
- この過去2回の派生番組が好評であったので、2011年4月3日未明（4月2日深夜）より、毎週土曜日深夜（日曜日未明）1:00 - 2:00に定時番組として放送することが決定した。（これに伴いラジオ深夜便の同時放送は2時から5時となる）レギュラー化以後の進行はNHK専属契約フリーキャスターの高須沙知子が務める。基本的にはその週放送された議題について、テレビの放送で紹介しきれなかったもの、あるいは放送後の反響を高須、森、川庄、野島、相沢が朗読する。なお、不定期で放送設備点検のため1:00 - 5:00の放送を休止する放送局があり、その場合は周辺局かNHKネットラジオ らじる★らじるで補完する。
- また、新メンバーの入れ替えが行われる時（7月下旬、年末年始、3月下旬）については、教育テレビでの放送はアンコールに充てられるが、FMのスピンオフは休止となる。通常の週でのアンコールがある場合はFMのスピンオフ番組はある。
- 2012年3月11日未明（3月10日深夜）でこのスピンオフのラジオ番組は終了した。最終回は震災1年に当たるため、「福島をずっと見ているTV」に関する討議への投書を朗読した。

## 福島をずっと見ているTV
- 2011年3月の東日本大震災における大地震・津波、ならびに東京電力福島第一原子力発電所の事故を受けて、この番組では2011年6月から毎月1回程度（基本第1週）の割合で特別シリーズ編・「福島をずっと見ているTV（ふくしまを・ずっと・みている・テレビ）」と題して、福島県の震災・原発事故被災地に在住、あるいは市外避難を続ける福島県出身の視聴者からの震災復旧・復興へ向けた様々な課題を議題として取り上げ、それについての議論を紹介する番組を行っている。
- なお、青春リアルの終了後も「NHK東日本大震災プロジェクトキャンペーン」の一環として、2013年度からは毎月1回のペースで、原則として第1日曜日の0:00 - 0:25（土曜深夜、「Eテレセレクション」の枠内）で単独番組として継続して放送。2016年4月から『東北発☆未来塾』の放送がない最終月曜日の23:00 - 23:20に放送時間が変更された。このシリーズでの進行は地元出身クリエーターの箭内道彦が務めているが、2014年からは震災当時NHK福島放送局アナウンサーだった合原明子（2012年4月に仙台、2014年4月に東京へ異動）も進行役に加わる。また、ナレーションは2013年5月まで矢口が担当していたが、諸般の事情により降板したため、同年6月以降は相沢舞が担当した。
- 基本的に収録はNHK放送センター内にある会議室にゲストを招いて行われるが、全編福島でのロケや公開収録を行うこともある。
- 2017年度からは毎月1回、20分のレギュラー放送から放送時間を44分に拡大し、不定期の特集番組として放送されることになった（2020年度は毎月1回放送）。2023年3月11日の放送をもって終了。

## 関連事項
- 真剣10代しゃべり場

番組の趣旨がほぼ同じだが、
- 討議に参加するレギュラーメンバーの対象年齢が10代のみ<基本的に中高生>（リアルの場合は16歳〜29歳）
- 人生の先輩である有識者がゲストとして討議に参加（リアルでは有識者ゲストの参加なし）
- 討議がスタジオで行われていた（リアルの場合はインターネットを活用した討論）
- 一般視聴者がレギュラーメンバーに問題を提起する「道場破り」があった（リアルでは問題の提起はレギュラーメンバーだけだが、意見の交換は一般視聴者も参加できる。しゃべり場でも番組構成上は別枠だったが、視聴者の意見を紹介する「しゃべり場ホームページ」というのがあった）

というような若干の相違点がある。
- 文化系トークラジオ Life - TBSラジオで放送されている鈴木がパーソナリティーを務める討論番組。2009年9月放送分にて番組とコラボレーションを行う。